# Carlos Scanavino
Carlos A. Scanavino Villavicenio (11 de març de 1964) és un nedador professional d'estil lliure uruguaià.
Va participar en dos Jocs Olímpics d'estiu consecutius representant al seu país, començant el 1984. El seu millor resultat va ser el 12è lloc als 400 metres lliures de categoria masculina a Seül, Corea del Sud.